# Thibault Damour
Thibault Damour es un físico francés nacido en 1951.
Es profesor de física teórica en el Institut des hautes études scientifiques (IHES) desde 1989. Experto en la relatividad general, ha enseñado esta teoría por mucho tiempo en la Escuela Normal Superior de París (Ulm). También es especialista en la teoría de cuerdas.

## Controversia científica pública
El 5 de noviembre de 2018, Thibault Damour respondió a una pregunta en una de sus conferencias sobre la obra de Jean-Pierre Petit sobre el modelo cosmológico bimétrico de Janus. Damour argumenta que el modelo de Jano no tendría ninguna base matemática y que por lo tanto "ni siquiera es falso", porque no derivaría de ninguna acción, de ninguna derivación lagrangiana. Petit respondió en el siguiente episodio de la serie de videos de Janus en YouTube recordándole que Janus estaba bien fundada en una derivación de Lagrange publicada en 2015.
El 4 de enero de 2019, Damour publicó en el sitio web del IHES una revisión crítica de 7 páginas de las ecuaciones de campo del modelo Janus. Esta revisión recibió asesoramiento científico de Nathalie Deruelle, así como de Luc Blanchet.
El 13 de marzo de 2019, Petit publicó un apéndice científico de 54 páginas en el que se analizan las críticas a Damour, Blanchet y Deruelle. Se especifica el modelo de Janus: evoluciona ligeramente para respetar las identidades de Bianchi. Ahora se describe el modelo Janus como derivado de una acción según el método variacional. Tiene una nueva desviación de Lagrange. Estos refinamientos del modelo, habituales en la física, no cuestionan los resultados obtenidos anteriormente en relación con las observaciones astronómicas. Esta actualización del modelo Janus está validada por una nueva publicación científica.